# 樋上晴彦
樋上晴彦（ひがみ はるひこ）は日本の写真家。埼玉県出身。
商品撮影などを手がける一方、押井守監督の映画などのスチル写真、コンセプトフォトなどを手がける。
押井守監督が信頼を寄せる写真家である。
アニメ製作の場合、ロケハンに参加し、彼の写真をもとにレイアウトなどが決められる。そのため、彼の写真が一般に発表されることは少ない。ただし、近年では映画『イノセンス』公開に関連した「球体関節人形展」（東京都現代美術館）、「世界都市展」（森美術館）などで展示が行われた。

## 主な仕事
- 王立宇宙軍 オネアミスの翼 ドキュメントファイル （1987年）　（撮影）
- 迷宮物件 FILE538 （1987年）　（スチル撮影）
- 紅い眼鏡 （1987年）　（スチル撮影）
- 機動警察パトレイバー the Movie（1989年）　（イメージフォト）
- ケルベロス-地獄の番犬 （1991年）　（スチル撮影）
- トーキング・ヘッド （1992年）　（スチル撮影）
- 機動警察パトレイバー 2 the Movie （1993年）　（コンセプトフォト）
- GHOST IN THE SHELL / 攻殻機動隊 （1997年）　（コンセプトフォト）
- イノセンス （2004年）　（コンセプトフォト）

## 掲載書籍
- Methods—押井守「パトレイバー2」演出ノート（角川書店）ISBN 4048524984